# Boskie małżonki Amona
| R8 | N41 · X1 |

| R8 | N41 · X1 |

Boska małżonka Amona, także Boska adoratorka Amona – urząd i tytuł, wywodzący się z początku XVIII dynastii, początku Nowego Państwa Tebańskiego. 

## Pojawienie się tytułu
Pierwszą kobietą noszącą ten tytuł, który potwierdzają źródła egipskie była Ahmes-Nefertari, wielka małżonka Ahmosego. Być może także tytuł ten nosiła Ahhotep I, której tytuł potwierdza jedynie inskrypcja na jej trumnie.Tytuł ten nosiła także Hatszepsut, a po objęciu przez nią faktycznej władzy królewskiej, jej córka Neferure. 
Początkowo tytuł miał znaczenie symboliczno-religijne. Funkcją kobiet o tym tytule było towarzyszenie bogu stwórcy w Kosmogonicznej Prokreacji. Kobiety te nazywano także Ręką Boga: według wierzeń bogowie powstali w wyniku masturbacji kreatora, dlatego ręka posłużyła mu za partnerkę.

## Kobiety u władzy
Faktyczną władzę, porównywalną z władzą królewską, osiągnęły Boskie małżonki w Trzecim Okresie Przejściowym, w czasach panowania XXIII i XXV dynastii. W czasach tych posiadały one władzę polityczną i kontrolę nad świątyniami Egiptu, odgrywając ogromna rolę w polityce dynastycznej faraonów. Pierwszą z nich była Szepenupet I, córka Osorkona III. Wywodziła się z królewskiego rodu z Tanis, a więc była pochodzenia libijskiego. Jej następczynie były córkami władców kuszyckich, władających Egiptem w czasach XXV dynastii, oraz władców saickich z okresu XXVI dynastii. Imiona boskich małżonek zapisywane były w kartuszach. Swą władzę sprawowały przez ponad dwa stulecia, niemalże całkowicie likwidując wpływy i znaczenie arcykapłanów Amona w Tebach.
Boskie małżonki Amona ślubowały zachować dziewictwo do końca życia, a sukcesja następowała poprzez adopcję swej następczyni.
| Trzeci Okres Przejściowy – Boskie małżonki Amona |                       |                       |                       |                          |
| Boska małżonka                                   | Lata panowania p.n.e. | Imię własne           | Imię tronowe          | Córka                    |
| Szepenupet I                                     | 754-714               | Szepenupet MeriMut    | HenemetibAmon         | Osorkona III i Karoaczet |
| Amenardis I                                      | 740-720               | Amenardis             | HatneferuMut          | Kaszty i Pabatmy         |
| Szepenupet II                                    | 710-650               | Duatneczer Szepenupet | HenutneferuMut Iritre | Pianchiego i Peksater    |
| Amenardis II                                     | 670-640               | Amenardis             | MeritTefnut           | Taharki                  |
| Nitokris I                                       | 656-586               | Nitokris MeriMut      | NebetneferuMut        | Psametycha I             |
| Anchnesneferibre                                 | 595-525               | AnchnesneferibRe      | HekaneferuMut         | Psametycha II i Tahut    |
| Nitokris II                                      | 525-???               | Nitokris              | HemneczerAmon         | Ahmosego II              |

## Pełna lista boskich małżonek Amona
- Ahhotep I? – żona Sekenenre Tao II, matka Ahmosego (prawdopodobnie),
- Ahmes-Nefertari – córka Sekenenre Tao II, siostra-żona Ahmosego,
- Sitkamose – córka Kamose (tytuł otrzymała prawdopodobnie pośmiertnie),
- Meritamon – córka Ahmosego, siostra-żona Amenhotepa I,
- Ahmes-Sitamon – córka Ahmosego,
- Hatszepsut – córka Totmesa I,
- Isis – matka Totmesa III (tytuł otrzymała pośmiertnie),
- Neferure – córka Hatszepsut i Totmesa II - żona Totmesa III,
- Hatszepsut-Meritre – żona Totmesa III,
- Ahmes-Meritamon – córka Totmesa III,
- Tiaa – żona Amenhotepa II, matka Totmesa IV,
- Sitre – żona Ramzesa I, matka Setiego I,
- Tuja – żona Setiego I, matka Ramzesa II,
- Nefertari – żona Ramzesa II,
- Tauseret – żona Setiego II,
- Iset – żona Ramzesa III,
- Tentipet – żona Ramzesa IV,
- Isis – córka Ramzesa VI,
- Titi – żona? Ramzesa X,
- Maatkare – córka Pinodżema I,
- Henuttaui – córka Pinodżema II,
- Karoma III – córka lub wnuczka Osorkona II,
- Taszacheper? – córka Osorkona II, prawdopodobnie,
- Szepenupet I,
- Amenardis I,
- Szepenupet II,
- Amenardis II,
- Nitokris I,
- Anchnesneferibre,
- Nitokris II.